# Żeromski (kaszubski herb szlachecki)

Żeromski kaszubski

Odmiana herbu Żeromski kaszubski

Żeromski (Zeromski, Brochwicz odmienny, Brochwicz IV odmienny) – kaszubski herb szlachecki. Nie należy mylić go z herbem o takiej samej nazwie, znanym z jedynego wizerunku pieczętnego z XVI wieku.

## Opis herbu
Herb znany przynajmniej w dwóch wariantach. Opisy z wykorzystaniem zasad blazonowania, zaproponowanych przez Alfreda Znamierowskiego:
Żeromski (Zeromski, Brochwicz odmienny, Brochwicz IV odmienny): W polu czerwonym jeleń leżący naturalny, z głową w lewo i wzniesioną prawą przednią nogą; nad nim półksiężyc srebrny z twarzą, nad którym trzy gwiazdy złote - po jednej nad każdym rogiem i jedna, nieco niżej, w środku. Klejnot: nad hełmem w koronie pięć piór strusich. Labry: czerwone, podbite srebrem.
Żeromski odmienny (Zeromski, Brochwicz odmienny, Brochwicz IV odmienny): Jeleń jest srebrny, obie nogi podkurczone, księżyc jest złoty i bez twarzy, brak gwiazd za to na lewo, na prawo i w środku po kuli złotej.

## Najwcześniejsze wzmianki
Oba warianty wymienia Nowy Siebmacher. Niewykluczone, że kule w wariancie drugim to źle odbite przez pieczęć gwiazdy (herb pochodzi z pieczęci z XVIII wieku). Wariant I wymieniają ponadto: Bagmihl (Pommersches Wappenbuch) i Ledebur (Adelsleksikon der Preussichen Monarchie).

## Rodzina Żeromski
Na Kaszubach istniały dwie rodziny tego nazwiska. Jedna to Żeromscy z Żeromina nad jeziorem Jasień, zaś druga to Żeromscy z Żuromina nad Jeziorem Raduńskim. Właściwe nazwisko tych drugich to Żuromscy. Pierwsza wzmianka o rodzinie pochodzi z 1570 (Szieromski), kolejna z 1608 (Wawrzyniec Żeromski, Andrzej Żeromski, Walenty Żeromski), 1662 (Zoromski). W wiekach XVII-XVIII rodzina posiadała dział w Częstkowie. W 1721 Ludwik Żeromski i Michał Żuromski posłowali na sejmik w Mirachowie. W 1764, Michał Żeromski posłował na sejm elekcyjny.

## Herbowni
Żeromski (Szieromski, Zeromski, Zeromsky, Zoromsky, Zuromski, Żeromiński, Żuromski) z Żeromina (przypisywano im ponadto także herb Brochwicz II, choć Pragert pisze, że bardziej poprawny byłby Brochwicz IV, który też ma jelenia leżącego). Herb Żeromskich z Żuromina jest nieznany.